# Pyry Soiri
Pyry Soiri (Ekenäs, 22 de septiembre de 1994) es un futbolista finlandés que juega en la demarcación de centrocampista para el Athens Kallithea F. C. de la Superliga de Grecia.

## Selección nacional
Tras jugar con la selección de fútbol sub-19 de Finlandia, la sub-20 y la sub-21, finalmente hizo su debut con la selección absoluta el 6 de octubre de 2017 en un encuentro de clasificación para la Copa Mundial de Fútbol de 2018 contra Croacia que finalizó con un resultado de empate a uno tras el gol de Mario Mandžukić para Croacia, y del propio Soiri para Finlandia.

### Goles internacionales
| # | Fecha                   | Estadio                                                | Oponente   | Gol | Resultado | Competición                                          |
| - | ----------------------- | ------------------------------------------------------ | ---------- | --- | --------- | ---------------------------------------------------- |
| 1 | 6 de octubre de 2017    | Stadion Rujevica, Rijeka, Croacia                      | Croacia    | 1-1 | 1–1       | Clasificación para la Copa Mundial de Fútbol de 2018 |
| 2 | 9 de noviembre de 2017  | Telia 5G -areena, Helsinki, Finlandia                  | Estonia    | 1–0 | 3-0       | Amistoso                                             |
| 3 | 26 de marzo de 2018     | Gloria Golf Resort Pitch A, Belek, Turquía             | Malta      | 5–0 | 5-0       | Amistoso                                             |
| 4 | 15 de octubre de 2018   | Estadio Tampere, Tampere, Finlandia                    | Grecia     | 1–0 | 2-0       | Liga de Naciones de la UEFA 2018-19                  |
| 5 | 26 de marzo de 2019     | Estadio Republicano Vazgen Sargsyan, Ereván, Armenia   | Armenia    | 0-2 | 0–2       | Clasificación para la Eurocopa de 2020               |
| 6 | 20 de noviembre de 2023 | Estadio Olímpico de San Marino, Serravalle, San Marino | San Marino | 0-1 | 1–2       | Clasificación para la Eurocopa 2024                  |
| 7 | 20 de noviembre de 2023 | Estadio Olímpico de San Marino, Serravalle, San Marino | San Marino | 0-2 | 1–2       | Clasificación para la Eurocopa 2024                  |

## Clubes
| Club                                | País        | Año       | Partidos | Goles |
| ----------------------------------- | ----------- | --------- | -------- | ----- |
| Myllykosken Pallo −47               | Finlandia   | 2011-2012 | 8        | 0     |
| Järvenpään Palloseura (cedido)      | Finlandia   | 2012      | 2        | 0     |
| Kotkan Työväen Palloilijat (cedido) | Finlandia   | 2012      | 12       | 2     |
| Myllykosken Pallo −47               | Finlandia   | 2013-2014 | 60       | 1     |
| Vaasan Palloseura                   | Finlandia   | 2015-2017 | 72       | 15    |
| FC Shakhtyor Soligorsk              | Bielorrusia | 2017-2018 | 37       | 8     |
| FC Admira Wacker Mödling            | Austria     | 2018-2019 | 12       | 2     |
| Esbjerg fB                          | Dinamarca   | 2019-2021 | 54       | 5     |
| HJK Helsinki                        | Finlandia   | 2022-2023 | 69       | 4     |
| Universitatea Craiova               | Rumania     | 2024      | 7        | 0     |
| Athens Kallithea F. C.              | Grecia      | 2024-     | 34       | 3     |

## Palmarés

### Títulos nacionales
| Título                       | Club         | País      | Año  |
| ---------------------------- | ------------ | --------- | ---- |
| Veikkausliiga                | HJK Helsinki | Finlandia | 2022 |
| Copa de la Liga de Finlandia | HJK Helsinki | Finlandia | 2023 |
| Veikkausliiga                | HJK Helsinki | Finlandia | 2023 |